# William Gilson Farlow
William Gilson Farlow est un botaniste américain, né le 17 décembre 1844 à Boston et mort le 3 juin 1919.

## Biographie
Il fait ses études à Harvard et obtient un Bachelor of Arts en 1866, un Master of Arts en 1869, un doctorat en médecine en 1870 et un doctorat de droit en 1896.
Il étudie la botanique en Europe durant plusieurs années. Il obtient un doctorat à l’université de Glasgow en 1901 et à l’université du Wisconsin en 1904, enfin un dernier doctorat à l’université d'Uppsala en 1907.
Il est l’assistant d’Asa Gray (1810-1888) de 1874 à 1879 à Harvard, puis professeur de cryptogamie à partir de 1879.
Il est vice-président de l’American Association for the Advancement of Science en 1887 et en 1898, et président en 1905. Il est également membre de diverses sociétés savantes.
Farlow est notamment l’auteur de The Gymnosporangia or Cedar, Apples of the Unites States (1880), Marine Algae of New England (1881), The Potato Rot, A Provisional Bibliographical Index of North American Fungi (3 volumes, 1888-1891), Bibliographical Index of North American Fungi (1905).